# 三好市立檪生小学校
三好市立檪生小学校（みよししりつ いちうしょうがっこう）は、徳島県三好市西祖谷山村一宇にある公立小学校。

## 基礎データ
全校児童数
- 9人 (令和2年5月1日現在)

## 概要
旧・西祖谷山村には他にも三好市立吾橋小学校がある。三好市立善徳小学校、三好市立西岡小学校もあったが、休校のため、本校に編入された。卒業後は三好市立西祖谷中学校へ進学する。

## 沿革

### 江戸時代末期から戦前
- 1858年（安政5年） - 一宇寺子屋開設。[1]
- 1874年 （明治7年）- 「一宇小学校」と改め、民家と平崎神社を借り校舎として利用する。6月「一宇簡易小学校」と改称。
- 1881年 （明治14年）- 祖谷川の対岸にあった「戸ノ谷分教場」を「戸ノ谷小学校」と改称。
- 1892年 （明治25年）- 平崎神社境内に新校舎を建築。
- 1893年 （明治26年）- 「一宇尋常小学校」と改称。
- 1908年 （明治41年）- 現在地に校舎を新築，職員室と教員住宅も設備される。
- 1909年 （明治42年）- 9月、「櫟生尋常高等小学校」と改名。
- 1910年 （明治43年）- 「戸ノ谷分校」廃止。
- 1914年 （大正3年）- 6月、暴風雨で校舎倒壊。
- 1915年 （大正4年）- 4月、校舎再築。 尋常科126名、就学率86.75%に。
- 1925年 （大正14年）- 尋常科285名で、就学率100%となる。
- 1927年 （昭和2年）- 児童数増加に伴い、4教室と職員室を増築。
- 1940年（昭和15年）- 2教室増築。
- 1941年（昭和16年）- 美馬郡西祖谷山村「櫟生国民学校」となる    8学級268名。

### 終戦後から現在
- 1947年 （昭和22年）- 櫟生小学校、櫟生中学校と校名改称、校長は兼務。
- 1948年 （昭和23年）- 校長が選任となり、それぞれ独立。
- 1950年 （昭和25年）- 県行政区画変更により、三好郡西祖谷山村「櫟生小学校」と校名改称。
- 1958年 （昭和33年）- 新校旗樹立式挙行、校章制定。
- 1959年 （昭和34年）- 新校舎完成。
- 1960年 （昭和35年）- 児童数の増加がはげしく、12学級372名となる。
- 1973年 （昭和48年）- 校舎内部塗装。
- 1987年 （昭和62年）- 新校舎・屋内運動場(現在の校舎・体育館)完成。
- 1991年 （平成3年）- 運動場にフェンス取り付け。
- 1999年 （平成11年）- 前庭にログハウス完成。
- 2005年 （平成17年）- 全国へき地教育研究大会会場校となる。
- 2006年 （平成18年）- 町村合併のため三好市立檪生小学校となる。
- 2010年 （平成22年）- 善徳小学校、西岡小学校休校に伴い、両校児童が転入。
- 2012年 （平成24年）- 檪生放課後子ども教室(徳島県教育委員会表彰)。
- 2013年 （平成25年）- 檪生放課後子ども教室(文部科学省表彰) 三好市学校ICT環境整備事業(パソコン入れ替え・無線LAN)。
- 2014年 （平成26年）- 二階男子トイレ・三階女子トイレのそれぞれ一箇所洋式トイレに改修、デジタル教科書・電子黒板設置。
- 2015年 （平成27年）- 校務支援システム開始、「小中一貫教育(徳島モデル)推進事業」指定。

## 関連学校
- 三好市立西祖谷中学校

## 通学区域が隣接している学校
- 三好市立下名小学校
- 三好市立辻小学校
- 東みよし町立三庄小学校
- 三好市立東祖谷小学校
- 高知県大豊町立大豊学園

以下の学校と隣接しているかは不明。
- 三好市立池田小学校
- 三好市立白地小学校
- 三好市立三縄小学校